# VH1 Divas Live '99
VH1 Divas Live 2: An Honors Concert, foi transmitido ao vivo pelo canal pago VH1 do Beacon Theatre, em Nova Iorque, em 13 de abril de 1999. Lançado como álbum em 2 de novembro de 1999. Esse é o segundo episódio da série de concertos VH1 Divas, criado para apoiar a Save the Music Foundation, uma organização sem fins lucrativos que doava instrumentos para escolas públicas.
O VH1 Divas é uma continuação do concerto beneficente anual VH1 Honors, que ocorreu no canal de 1994 a 1997.

## História
Tina Turner foi a primeira a assinar, Whitney Houston, Cher e Brandy logo se juntaram, com Houston, que estava em meio a um renascimento musical, servindo como "âncora" do programa, assim como Aretha Franklin havia feito no ano anterior. A única diva que a VH1 queria e não conseguiu, segundo a lembrança coletiva dos produtores, foi a Madonna, que recebeu o convite durante o VH1 Fashion Awards de 1998, e recusou.
Elton John e Tina Turner estavam organizando uma turnê juntos, até que uma desavença durante os ensaios mudou esses planos. Turner abordou o incidente em uma entrevista à CBS em 2000: "Cometi um erro quando mostrei a ele como tocar 'Proud Mary'. Esse erro foi mostrar a Elton John como tocar piano."
O show atraiu cerca de 2,4 milhões de espectadores em sua noite de estreia.

## Cantores
Headliners
- Whitney Houston
- Tina Turner
- Cher
- Brandy Norwood

Artista convidado especial
- Elton John

Artistas convidadas
- Mary J. Blige
- Chaka Khan
- Faith Hill
- Treach
- LeAnn Rimes

## Apresentadores
- Sarah Michelle Gellar
- Glória Rúben
- Elizabeth Hurley
- Ashley Judd
- Cheri Oteri
- Ana Gasteyer
- Molly Shannon
- Cláudia Schiffer

## Sequência do Show Transmitido
- Tina Turner – "The Best"
- Tina Turner – "Let's Stay Together" – Não foi lançado em CD, DVD e VHS
- Tina Turner e Elton John – "The Bitch Is Back"
- Tina Turner, Elton John e Cher – "Proud Mary"
- Elton John – "I'm Still Standing"
- Elton John e LeAnn Rimes – "Written in the Stars" – Não foi lançado em CD, DVD e VHS
- LeAnn Rimes – "How Do I Live"
- Elton John – "Like Father Like Son" – Não foi lançado em CD, DVD e VHS
- Cher – "If I Could Turn Back Time"
- Cher – "Believe" – Não foi lançado em CD, DVD e VHS
- Brandy – "Have You Ever?"/ "Almost Doesn't Count"
- Brandy e Faith Hill – "(Everything I Do) I Do It for You"
- Faith Hill – "This Kiss"
- Whitney Houston – "It's Not Right, But It's Okay" – Não foi lançado em CD, DVD e VHS; Versão do áudio disponível no iTunes[8]
- Whitney Houston e Mary J. Blige – "Ain't No Way"
- Whitney Houston e Treach – "My Love Is Your Love" – Não foi lançado em CD, DVD e VHS; Versão do áudio disponível no iTunes[8]
- Whitney Houston – "I Will Always Love You"
- Whitney Houston e Chaka Khan – "I'm Every Woman"
- Whitney Houston, Chaka Khan, Faith Hill, Brandy, LeAnn Rimes, e Mary J. Blige – "I'm Every Woman (reprise)"

## Lista de faixas do CD, VHS e DVD
| N.º | Título                                | Performer(s)                                                                 | Duração |  |
| 1.  | "The Best"                            | Tina Turner                                                                  |         |  |
| 2.  | "The Bitch Is Back"                   | Tina Turner & Elton John                                                     |         |  |
| 3.  | "Proud Mary"                          | Tina Turner, Elton John & Cher                                               |         |  |
| 4.  | "If I Could Turn Back Time"           | Cher                                                                         |         |  |
| 5.  | "How Do I Live"                       | LeAnn Rimes                                                                  |         |  |
| 6.  | "I'm Still Standing"                  | Elton John                                                                   |         |  |
| 7.  | "Have You Ever?/Almost Doesn't Count" | Brandy                                                                       |         |  |
| 8.  | "(Everything I Do) I Do It for You"   | Brandy & Faith Hill                                                          |         |  |
| 9.  | "This Kiss"                           | Faith Hill                                                                   |         |  |
| 10. | "Ain't No Way"                        | Whitney Houston & Mary J. Blige                                              |         |  |
| 11. | "I Will Always Love You"              | Whitney Houston                                                              |         |  |
| 12. | "I'm Every Woman"                     | Whitney Houston & Chaka Khan                                                 |         |  |
| 13. | "I'm Every Woman"                     | Whitney Houston, Chaka Khan, Faith Hill, Brandy, Mary J. Blige & LeAnn Rimes |         |  |

## Créditos
- Guitarra: David Barry, Paul Jackson Jr., Davey Johnstone, John Miles, James Ralston, Ira Seigel, Lou Toomey
- Baixo: Jerry Barnes, Bob Birch, Ricky Minor
- Bateria: Jack Bruno, Rocky Bryant
- Teclados: Guy Babylon, Jerry Barnes, Tim Cappello, Jetro da Silva, Barry Eastman, Steve Hornbeak, Herman Jackson, Paul Mikorich, John Miles, Leon Pendarvis, Darrell Smith, Bette Sussman
- Percussão: Bashiri Johnson, John Mahon, Willie Martinez
- Saxofone: Gerald Albright, Tim Capello
- Vocais de apoio: Terry Aydelott, Kathy Almon, Katreese Barnes, Christopher Bryant, Stacy Campbell, LaVerta Cooks, Deborah Floyd, Gary Garland, Sharlotte Gibson, Lisa Gregg, Patricia Darcy Jones, Audrey Martells, Jenny Douglas McRae, Cindy Mizelle, Bettina Pennon, Valerie Pinkston, Mica Roberts, Andrea Rodgers, Mike Snowden, Audrey Wheeler, Frank White

## Desempenho nas Paradas
| Paradas (2000)                         | Posição |
| -------------------------------------- | ------- |
| Austrian Albums (Ö3 Austria)           | 43      |
| Dutch Albums (Album Top 100)           | 41      |
| French Albums (SNEP)                   | 42      |
| German Albums (Offizielle Top 100)     | 60      |
| Swiss Albums (Schweizer Hitparade)     | 14      |
| EUA Billboard 200                      | 90      |
| EUA Top R&B/Hip-Hop Albums (Billboard) | 78      |

## Certificações
| Região                     | Certificação | Unidades Certificadas |
| -------------------------- | ------------ | --------------------- |
| Brasil (Pro-Música Brasil) | Ouro         | 100,000*              |
| Estados Unidos (RIAA)      | Ouro         | 500,000^              |
| Estados Unidos (RIAA) DVD  | Ouro         | 50,000^               |